# 문창학
문창학(文昌學, 1882년~1923년 12월 20일)은 한국의 독립운동가이다.

## 생애
함경북도 신건원(新乾源)에서 일본 헌병보조원으로 있다가 1919년에 일어난 3·1 운동에 참가한 뒤 만주로 망명했다.
대한군정서 소속으로 활동하던 그는 김학섭(金學燮), 김병관(金秉官), 강석훈(姜錫勳) 등이 조직한 대한독립군결사대에 들어갔다. 1921년, 김학섭(金學燮)의  인솔하에 신건원주재소를 습격해 일본순사를 사살하고 숙소를 파괴했다. 이후 만주에서 일경 습격 및 밀정처단 등의 활동을 전개하다가 밀정의 신고로 김학섭(金學燮) 등과 함께 일영사관 경찰에 체포되어 1923년 12월 20일에 사형되었다.